# Harry Landers
Pour les articles homonymes, voir Landers (homonymie).
Harry Landers (né Harry Sorokin) est un acteur américain né le 3 septembre 1921 à New York, New York (États-Unis) et mort en octobre 2017.

## Filmographie
- 1949 : C-Man : Owney Shor
- 1950 : Guilty Bystander : Bert
- 1950 : Undercover Girl de Joseph Pevney : Tully
- 1951 : Mr. Universe
- 1953 : Le Fantôme de l’espace de W. Lee Wilder : Lt. Bowers
- 1953 : Jack Slade : Danton
- 1953 : L'Équipée sauvage (The Wild One) : GoGo
- 1954 : Le Destin est au tournant (Drive a Crooked Road) : Ralph
- 1954 : About Mrs. Leslie : Soldier
- 1954 : Fenêtre sur cour (Rear Window) : Man with Miss Lonelyheart
- 1955 : La Rivière de nos amours (The Indian Fighter) : Grey Wolf
- 1956 : Cavalry Patrol (TV) : Pvt. Danny Quintana
- 1956 : Les Dix Commandements (The Ten Commandments) de Cecil B. DeMille : Architect's Assistant / Hebrew at Rameses' Gate
- 1956 : The Black Whip : Fiddler
- 1957 : Mister Cory : Andy
- 1960 : Le Héros du Pacifique (en) (The Gallant Hours) de Robert Montgomery : Capt. Joseph Jacob 'Joe' Foss
- 1960 : Au nom de la loi  : saison 3 épisode 13 (Les otages/ Three for one)) : Lafe
- 1961 : Ben Casey (série TV) : Dr. Ted Hoffman
- 1962 : Poor Mr. Campbell (TV) : Eric
- 1968 : En pays ennemi (In Enemy Country) : Pilot
- 1968 : Le Virginien saison 6 épisode 11 (défense de témoigner) : Walter Varig
- 1969 : Charro (Charro !) : Heff (Hackett gang)
- 1969 : Star Trek (série télévisée) :  épisode L'Importun : Dr. Arthur Coleman
- 1977 : Mad Bull (TV) : Dr. Bradford
- 1988 : The Return of Ben Casey (TV) : Dr. Ted Hoffman
- 1990 : Hollywood Heartbreak : Chuck Starrman
- 1990 : Mom : Bartender